# Monpti
Monpti ist der Titel einer deutschen Literaturverfilmung von Helmut Käutner, die am 12. September 1957 (Lichtburg Essen) Kinopremiere hatte. Sie basiert auf dem gleichnamigen Roman von Gábor von Vaszary, der auch am Drehbuch mitwirkte. In den Hauptrollen sind Romy Schneider und Horst Buchholz zu sehen.

## Handlung
Im Pariser Park Jardin du Luxembourg lernen sich ein junger ungarischer Student und die 17-jährige Anne-Claire kennen. Sie nennt ihn Monpti – also französisch mon petit – „mein Kleiner“. Die beiden verlieben sich ineinander und verleben eine glückliche Zeit. Anne-Claire behauptet, Tochter aus einem reichen Elternhaus zu sein, aber Monpti kommt nach einiger Zeit dahinter, dass sie tatsächlich aus ärmlichen Verhältnissen kommt. Verärgert darüber, von ihr belogen worden zu sein, gibt Monpti ihr auf der Straße eine Ohrfeige und lässt sie stehen. Als Anne-Claire seinem Taxi nachläuft, wird sie von einem Auto  angefahren und schwer verletzt. Auf dem Krankenbett verspricht er, sie zu heiraten, doch Anne-Claire stirbt kurze Zeit später an ihren Verletzungen.
Parallel wird die Geschichte eines zweiten Paares gezeigt, dessen Beziehung in starkem Kontrast zur Haupthandlung steht. Ausgerechnet die Frau dieses Paares ist diejenige, die Anne-Claire überfährt.

## Produktionsnotizen
Der Film wurde ab dem 2. Mai 1957 im Bavaria Filmstudio München-Geiselgasteig produziert. Die Außenaufnahmen entstanden in Paris.

## Kritiken
„Ein in Paris hungernder 23-jähriger Zeichner aus Budapest treibt sein erotisches Katz-und-Maus-Spiel mit einer verwaisten 17-jährigen Näherin, bis der Unfalltod des Mädchens dem ein Ende setzt. Erzählt wird die melancholische Liebeskomödie von einem älteren Bistro-Besucher, der als eine Art Schlüssellochgucker in einer kabarettistisch pointierten Farce fungiert. Ein melodramatisch verdichteter, mitunter auch recht anzüglicher Geschlechterkampf um männliches Begehren und weibliche Hinhaltetaktik, im Mittelpunkt die faszinierende junge Romy Schneider.“